# دورة ديول (الدورة المشتركة)
دورة ديول (تعرف أيضًا بدورة الضغط المحدود أو الدورة المختلطة) هي دورة حرارية تجمع بين دورتي ديزل وأوتو. قُدمت لأول مرة بواسطة المهندس الألماني الروسي الجنسية جوستاف ترينكلر. تُضاف الحرارة جزئياً في إجراء ثبوت الحجم وأيضا تُضاف في إجراء ثبوت الضغط . ميزة الدورة المشتركة تتلخص في الوقت الإضافي المتاح للوقود ليكمل احتراقه، بسبب خواص التأخير في الوقود تستخدم دورة ديول لمحركات الديزل ومحركات الإشعال الذاتي.
مخطط الضغط والحجم في الشكل المعطى يوضح:
تتكون دورة ديول (الدورة المشتركة ) من الإجراءات الآتية : 
1. 1-2 انضغاط بثبوت الإنتروبية
2. 2-3 إضافة حرارة بثبوت الحجم
3. 3-4 إضافة حرارة بثبوت الضغط
4. 4-5 تمدد بثبوت الإنتروبية
5. 5-1 طرد الحرارة بثبوت الحجم